# Grunwald
Grunwald [ˈgrunvalt] (deutsch Grünfelde) mit dem Weiler (poln. Osada) Grunwald ist das namensgebende Dorf der Gmina Grunwald (Landgemeinde Grünfelde) in Masuren im Powiat Ostródzki (Kreis Osterode in Ostpreußen) der Woiwodschaft Ermland-Masuren in  Polen. Grunwald ist ein Schulzenamt dieser Gemeinde, deren Sitz das zentraler gelegene Dorf Gierzwałd (Geierswalde) ist.

## Geographische Lage
Grunwald liegt im südlichen Westen der Woiwodschaft Ermland-Masuren, 24 Kilometer südöstlich der Kreisstadt Ostróda (deutsch Osterode in Ostpreußen). Nordöstlich des Dorfs Grunwald liegt direkt anschließend der Weiler (Osada) Grunwald.
Der nur drei Kilometer von Tannenberg (polnisch Stębark) entfernte Ort war, wie auch das benachbarte Ludwigsdorf (polnisch Łodwigowo), einbezogen in den Ablauf der Schlacht bei Tannenberg (1410), die in der polnischen Geschichtsschreibung als „Bitwa pod Grunwaldem“ (= Schlacht bei Grunwald) bekannt ist.

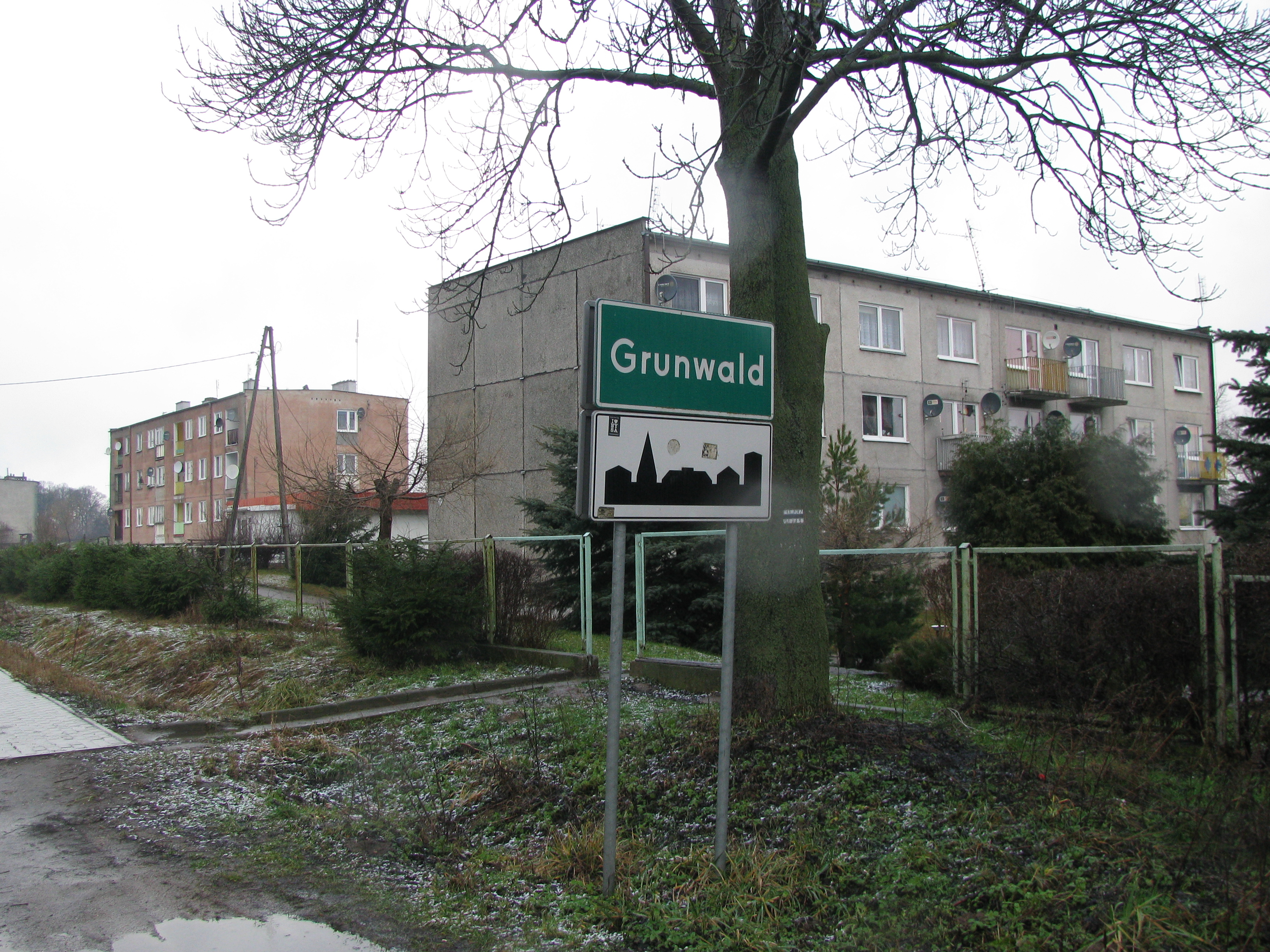
Ortseinfahrt Grunwald

## Geschichte

### Ortsgeschichte
Der in Preußen gelegene Ort Grünfelde wurde im 15. Jahrhundert in lateinischen Urkunden als „Grunenvelt“ dokumentiert. Erstmals erwähnt wurde der Ort im Zusammenhang der Tannenbergschlacht am 15. Juli 1410.
Als Gutsbezirk und als Landgemeinde wurde Grünfelde 1874 in den neu errichteten Amtsbezirk Tannenberg (polnisch Stębark) im Kreis Osterode in Ostpreußen aufgenommen. Im Jahre 1910 zählte die Landgemeinde Grünfelde 148 und der Gutsbezirk Grünfelde 65 Einwohner.
Aufgrund der Bestimmungen des Versailler Vertrags stimmte die Bevölkerung im Abstimmungsgebiet Allenstein, zu dem Grünfelde gehörte, am 11. Juli 1920 über die weitere staatliche Zugehörigkeit zu Ostpreußen (und damit zu Deutschland) oder den Anschluss an Polen ab. In Grünfelde (Dorf und Gut) stimmten 120 Einwohner für den Verbleib bei Ostpreußen, auf Polen entfielen keine Stimmen.
Am 30. September 1928 wurde der Gutsbezirk Grünfelde in die Landgemeinde eingegliedert. 1933 belief sich die Einwohnerzahl der so veränderten Gemeinde auf 244, 1939 auf 241.
In Kriegsfolge kam Grünfelde 1945 mit dem gesamten südlichen Ostpreußen zu Polen. Das Dorf erhielt die polnische Namensform „Grunwald“ und ist heute eine Ortschaft im Verbund der Gmina Grunwald im Powiat Ostródzki (Kreis Osterode in Ostpreußen), bis 1998 der Woiwodschaft Olsztyn, seither der Woiwodschaft Ermland-Masuren mit Sitz in Olsztyn (Allenstein) zugehörig.

### Schlacht bei Tannenberg (1410)
Am 15. Juli 1410 erlitt das Heer von Ulrich von Jungingen des Deutschen Ritter-Ordens eine Niederlage gegen das polnisch-litauische Heer unter Führung von König Jogaila, Władysław II. Jagiełło und Großfürst Vytautas. Der König nannte später den Ort der Schlacht „loco conflictus nostri … dicto Grunenvelt“. In der Jahrzehnte später abgefassten Chronik des polnischen Chronisten Jan Długosz (Johannes Longinus) wurde daraus Grunwald; in der polnischen Geschichtsschreibung wird sie deswegen als Bitwa pod Grunwaldem bezeichnet. In die deutsche Geschichtsschreibung ist der Kampf als Schlacht bei Tannenberg eingegangen, da die Ordensritter-Truppen nahe zum Ort Tannenberg aufgestellt waren.

### Gedenkstätte Grunwald und Jungingenstein

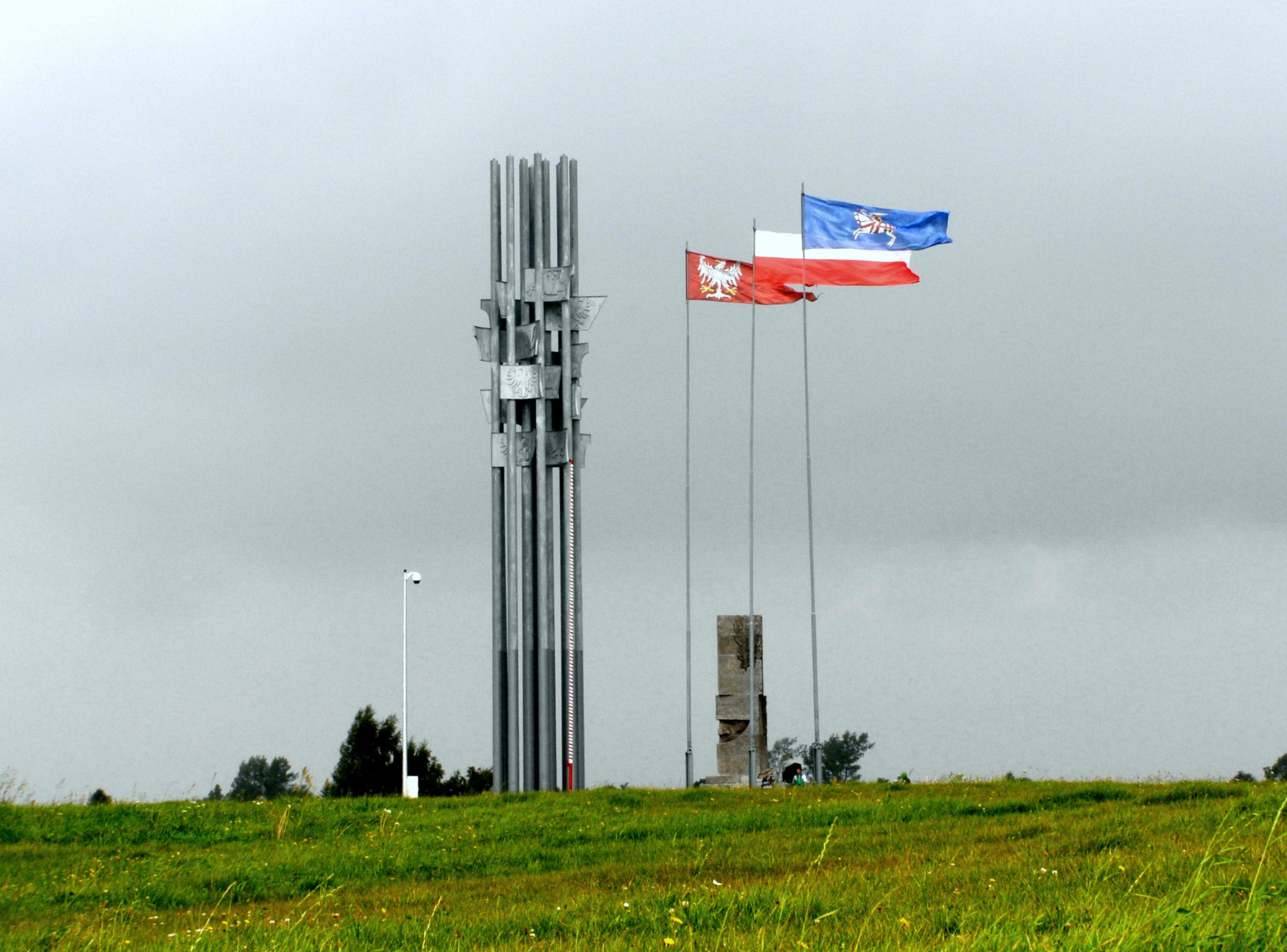
Grunwald-Denkmal

Im Jahr 1960 wurde zwischen Stębark (Tannenberg) und Grunwald auf dem Gelände der Gedenkstätte Grunwald mit dem Jungingenstein das Grunwald-Denkmal für die Schlacht von 1410 errichtet.
Neben dem Museumsgebäude, auf dem sich eine dreidimensional in Stein nachgebildete Schlachtaufstellung befindet, steht ein Obelisk mit Gesichtern der Krieger und eine aus verbundenen Metallstäben errichtete Stele, die als ein Symbol für die Lanzen des polnischen und litauischen Heeres steht.
Die Steine des 1910 von dem polnischen Komponisten und Politikers Ignacy Paderewski gestifteten und 1939 während der Hitler-Diktatur von den Nationalsozialisten gesprengten Grunwald-Denkmals aus Krakau wurden nach dem Zweiten Weltkrieg nach Grunwald gebracht und in einiger Entfernung zum neuen Denkmal teilweise wieder zusammengesetzt.
Das Krakauer Denkmal, ein Reiterstandbild des polnischen Königs Władysław II. Jagiełło auf dem Matejko-Platz vor dem Barbakan, wurde 1976 von dem polnischen Künstler Marian Konieczny nachgestaltet und wiedererrichtet.
In Polen gibt es zahlreiche Orte, die durch Namensgebungen an die Schlacht von Grunwald erinnern: plac Grunwaldzki (Warschau, Stettin, Breslau, Kattowitz, Gliwice (Gleiwitz) und andere), most Grunwaldzki (Breslau), pasaż Grunwaldzki (Breslau), ulica Grunwaldzka (Bydgoszcz, Allenstein, Posen), aleja Grunwaldzka (Danzig).

## Kirche

### Evangelisch
Grünfelde war bis 1945 in die evangelische Kirche Tannenberg (polnisch Stębark) im Superintendenturbezirk Hohenstein (polnisch Olsztynek) des Kirchenkreises Osterode in Ostpreußen (polnisch Ostróda) innerhalb der Kirchenprovinz Ostpreußen der Kirche der Altpreußischen Union eingepfarrt. Heute gehört das Dorf Grunwald mit dem Weiler Grunwald zur Kirche Olsztynek (Hohenstein), einer Filialkirche der Pfarrei Olsztyn (Allenstein) in der Diözese Masuren der Evangelisch-Augsburgischen Kirche in Polen.

### Römisch-katholisch

#### Dorf Grünfelde/Grunwald
Vor 1945 gehörte Grünfelde zur römisch-katholischen Pfarrkirche der Stadt Gilgenburg (polnisch Dąbrówno) im Bistum Ermland. Heute gibt es in Grunwald selbst ein katholisches Gotteshaus. Es ist der Pfarrgemeinde Samin (Seemen) im Dekanat Grunwald innerhalb des jetzigen Erzbistums Ermland zugeordnet.

#### Dekanat Grunwald
Grunwald ist namensgebend für eines der 33 Dekanate im Erzbistum Ermland. Zum Dekanatsbezirk gehören zehn Pfarreien mit 21 Pfarr- bzw. Filialkirchen:
| Pfarrei      | Filialkirche(n)            | Deutscher Name                                       |
| ------------ | -------------------------- | ---------------------------------------------------- |
| Dąbrówno     | Lewałd Wielki und Leszcz   | Gilgenburg mit Groß Lehwalde und Heeselicht          |
| Gierzwałd    | Kiersztanowo und Pacółtowo | Geierswalde mit Groß Kirsteinsdorf und Groß Pötzdorf |
| Glaznoty     | --                         | Marienfelde                                          |
| Marwałd      | Elgnowo                    | Marwalde mit Elgenau                                 |
| Pietrzwałd   | (Glaznoty)                 | Peterswalde (mit Marienfelde)                        |
| Ruszkowo     | Grzybiny und Gąsiorowo     | Rauschken mit Groß Grieben und Ganshorn              |
| Rychnowo     | Domkowo                    | Reichenau mit Domkau                                 |
| Samin        | Grunwald                   | Seemen mit Grünfelde                                 |
| Stębark      | Mielno                     | Tannenberg mit Mühlen                                |
| Szczepankowo | Dylewo und Ryn             | Steffenswalde mit Döhlau und Rhein                   |

## Gmina Grunwald
Zur Landgemeinde Grunwald mit fast 180 km² Fläche gehören 20 Dörfer mit einem Schulzenamt sowie eine Reihe kleinerer Ortschaften. Sie hat ihren Sitz in Gierzwałd (Geierswalde).

## Tourismus

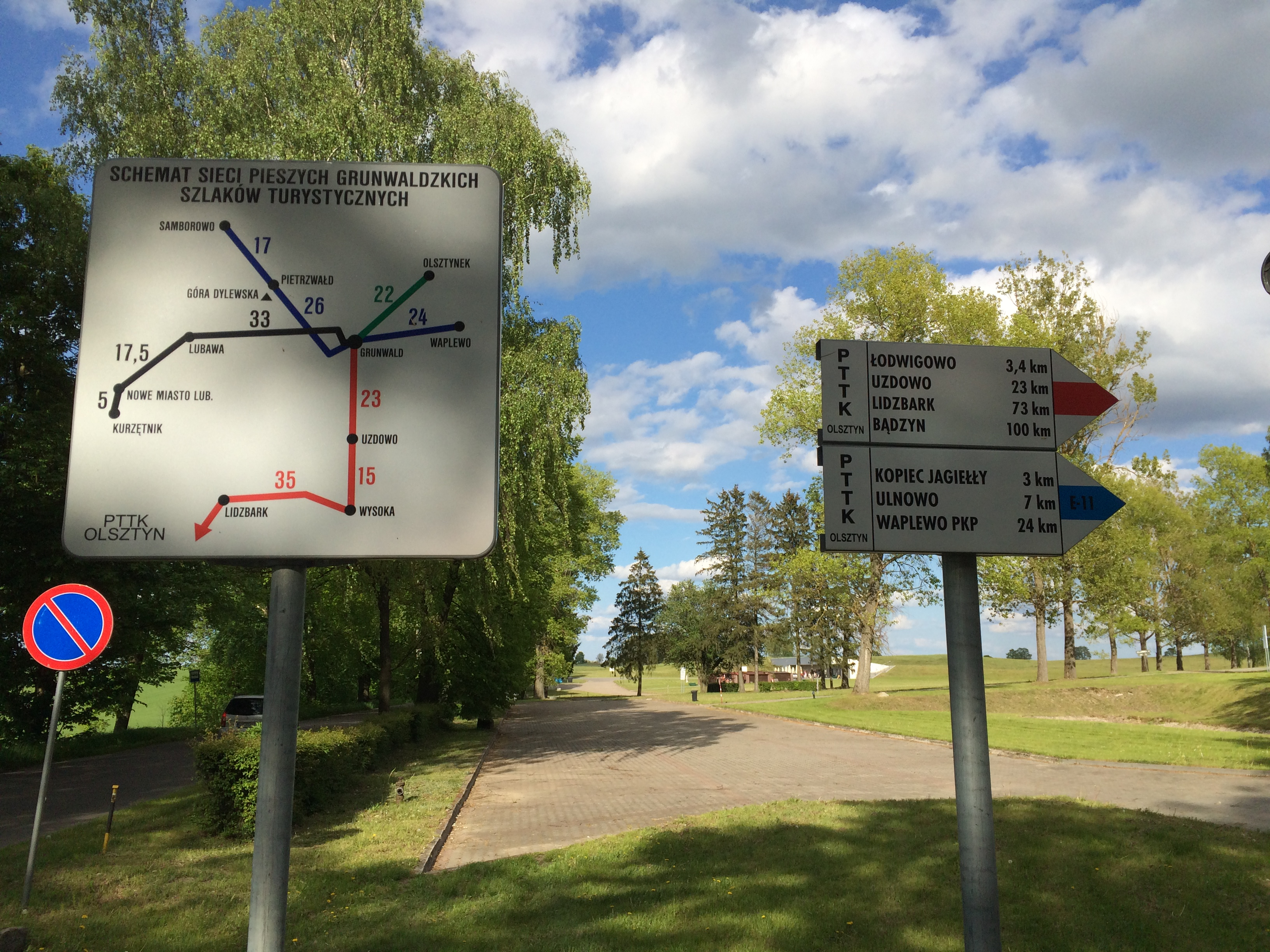
Wanderwege-Anzeige in Grunwald

Durch Grunwald führt der Europäische Fernwanderweg E 11, auf den innerorts mehrere regionale Wanderrouten treffen.

## Verkehr
Grunwald liegt an einer Nebenstraße, die von der Woiwodschaftsstraße 537 bei Stębark (Tannenberg) zur Woiwodschaftsstraße 542 bei Samin (Seemen) führt, außerdem an einer untergeordneten Straße, die Frygnowo (Frögenau) und Łodwigowo (Ludwigsdorf) verbindet.
Eine Anbindung an den Bahnverkehr besteht nicht.

## Trivia
Die attraktive landschaftliche Lage von Grunwald beweist der ehemalige polnische Präsident Aleksander Kwaśniewski, der sich hier ein Sommerhaus errichten ließ.